# Partito Comunista Italiano (2016)
Die Partito Comunista Italiano (PCI) ist eine 2016 entstandene Partei in Italien.

## Geschichte
Die PCI, die den Namen der von 1921 bis 1991 bestehenden Kommunistischen Partei Italiens übernahm, entstand 2016 aus der Fusion der Partei Italienischen Kommunistischen (PCdI) mit Teilen der Mitglieder der Partito della Rifondazione Comunista (PRC) und kleineren Gruppen. Nach dem Gründungskongress wurde Mauro Alboresi zum nationalen Sekretär (Segretario Nazionale) gewählt.

## Politische Positionen
Die PCI bezieht sich in ihren grundlegenden Dokumenten positiv auf das Wirken und die Ideen Karl Marx, Friedrich Engels und Wladimir Iljitsch Lenin. Zudem betont sie ihre Nähe zum politischen und ideologischen Erbe der historischen PCI, von Antonio Gramsci bis Enrico Berlinguer, besonders Antonio Gramsci und Palmiro Togliatti werden dabei hervorgehoben.
Die Partei steht der Europäischen Union und dem Euro kritisch gegenüber. Sie unterstützt die Politik des syrischen Präsidenten Baschar al-Assad, des chinesischen Präsidenten Xi Jinping und die Außenpolitik des russischen Präsidenten Wladimir Putin. Ebenso stellt sie sich in Bezug auf Venezuela auf die Seite von
Nicolás Maduro.

## Wahlergebnisse
Bei der Abgeordnetenhaus- und Senatswahlen 2018 trat die PCI landesweit als Teil des linken Bündnisses Potere al Popolo (PaP) an, welches mit 372.294 Stimmen (1,13 % der abgegebenen Stimmen) bei der Abgeordnetenhauswahl und 320.855 Stimmen (1,06 % der abgegebenen Stimmen) bei den Senatswahlen jeweils keinen Sitz erhielt.
Bei den Abgeordnetenhaus- und Senatswahlen 2022 trat die PCI in 7 von 19 Wahlkreisen selbstständig an und erhielt mit 24.555 Stimmen (0,09 % der abgegebenen Stimmen) bei der Abgeordnetenhauswahl und 70.961 Stimmen (0,26 % der abgegebenen Stimmen) bei den Senatswahlen jeweils wiederum keinen Sitz.